# Eupilio

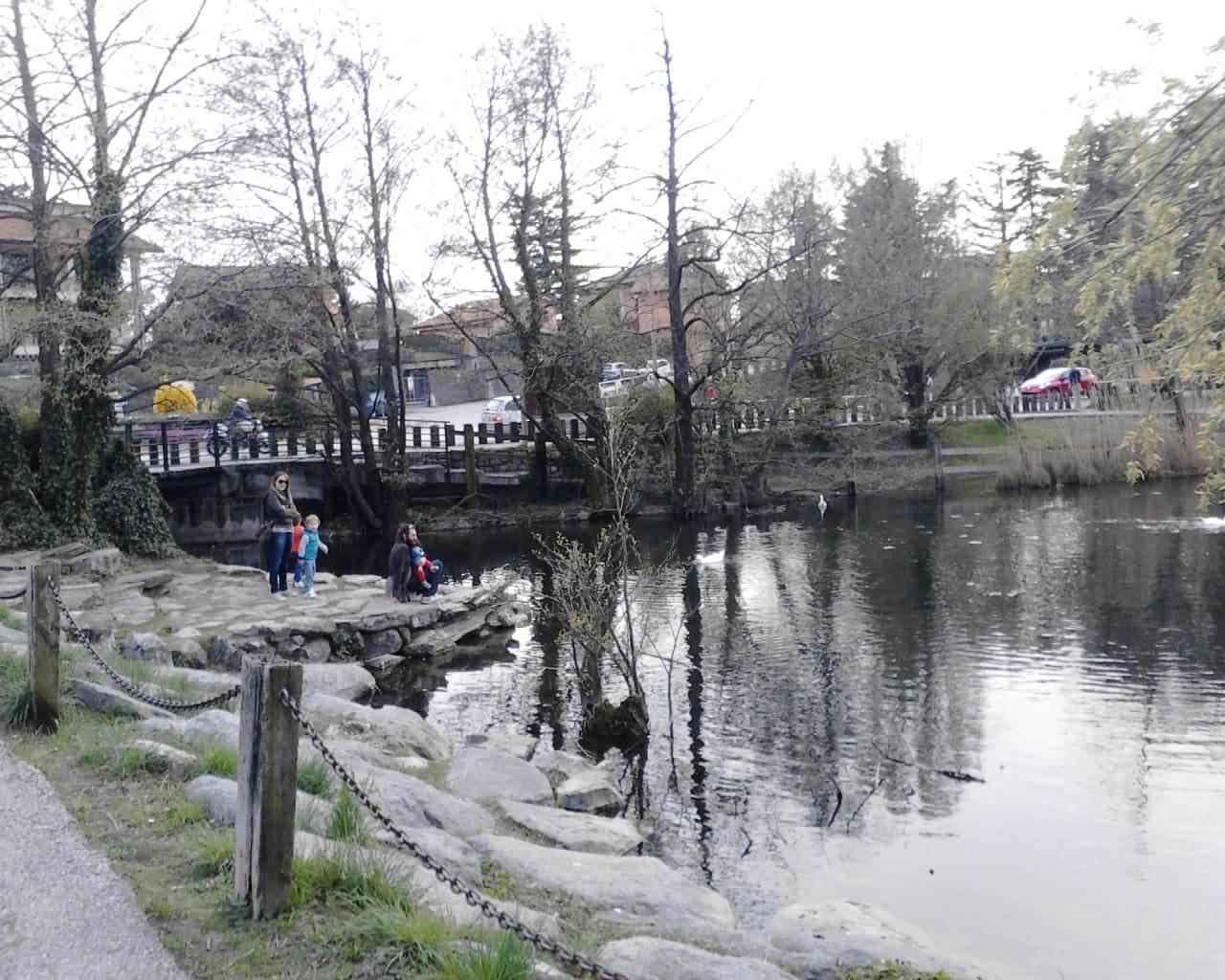
Eupilio und Segrino See

Eupilio ist eine norditalienische Gemeinde (comune) in der Provinz Como in der Lombardei. 

## Lage und Einwohner
Die Gemeinde liegt 18 Kilometer östlich von der Provinzhauptstadt Como am Lago del Segrino und am Lago di Pusiano. Teile der Gemeinde gehören zum Parco regionale della Valle del Lambro. Die Gemeinde umfasst die Fraktionen: Carella, Corneno, Galliano, Mariaga und Penzano die zusammen 2541 Einwohner (Stand 31. Dezember 2023) haben. Sie grenzt an die Provinz Lecco.
Die Nachbargemeinden sind Erba, Longone al Segrino, Pusiano und Cesana Brianza (LC).

### Verkehrsanbindung
Durch die Gemeinde führt die frühere Strada Statale 639 dei Laghi di Pusiano e di Garlate von Albese con Cassano nach Cisano Bergamasco. Bis zum nächsten Autobahnanschluss bei Como sind es etwa 20 Kilometer. Auf der Autostrada A9, auch Autostrada dei Laghi genannt, hat man Verbindung nach Mailand und in die Schweiz.

## Sehenswürdigkeiten
- Pfarrkirche San Giorgio (1727)[2]
- Kirche San Cristoforo (18. Jahrhundert)[3]
- Mittelalterliche Kirche San Lorenzo (13. Jahrhundert)[4]
- Mittelalterliche Kirche San Martino (13. Jahrhundert)[5]
- Villa Moldano (1959/1960), Architekt: Carlo Casati[6]

## Persönlichkeiten
- Davide Valsecchi (* 1987), Formel GP2-Fahrer, in Eupilio aufgewachsen.